# 阪神9300系電車
阪神9300系電車（はんしん9300けいでんしゃ）は、阪神電気鉄道（阪神）が2001年に導入した優等列車用の電車である。急行・特急運用が主体であるため、急行形車両に分類されることがある。

## 概要
直通特急のクロスシート率向上及び、老朽化が進んでいた3000系の置き換えのため、1954年の3011形以来47年ぶりとなるクロスシートを導入した急行系車両として、6両編成3本18両が武庫川車両工業において製造された。
なお、武庫川車両工業は2002年をもって解散したため、9300系が阪神最後の武庫川車両製の形式となった。

### 導入の経緯
1998年2月15日のダイヤ改正で運行を開始した阪神梅田 - 山陽姫路間の直通特急は、阪神の使用車両はロングシート車の8000系・9000系を充当していた。同じ直通特急で運用する山陽電鉄の5000系・5030系や、競合する西日本旅客鉄道（JR西日本）の新快速・快速の221系や223系はクロスシート車であることから、サービス面での格差は否めなかった。
阪神が直通特急運行開始時にロングシート車を投入したのは、阪神本線内の朝ラッシュ時の輸送に配慮した ことと、3011形が輸送需要の増加に対応できずにロングシートに改造されたため、クロスシート車の導入に慎重になっていた経緯がある。しかし、直通特急運転開始後、懸念されていた山陽のクロスシート車による輸送上の混乱はなく、逆に利用者に対して短期間のうちにクロスシートサービスが定着していったことから、阪神においても2001年3月のダイヤ改正による直通特急の増発で必要となる増備車にクロスシート車を導入することとなった。

## 車両概説

### 外観
車体は普通鋼製であるが、屋根や戸袋部、床下部といった雨水による腐食が発生しやすい部分は、5500系同様ステンレス製である。外観では8000系タイプIVや5500系、性能面や搭載機器では9000系をベースとしており、前面のデザインや塗色、座席こそ大きく変わったが、1980年代後半以降に確立された阪神の車両スタイルを継承している。
塗色は「急行系は赤色系」という阪神電車の色の伝統を引き継ぎながら、従来の赤胴車とは異なり、5500系の塗装に対応させた上部「プレストオレンジ」、下部「シルキーベージュ」のツートンカラーとされた。「プレスト」（Presto）とはイタリア語の演奏記号「極めて速く演奏せよ」の意味である。
クロスシート部のシートピッチ（座席の前後間隔）確保のため、客用扉の幅が従来の阪神標準の1,400mmから一般的な1,300mmとなった。側窓は間柱を細くした連続風窓であるが、3連窓の中央部は幅が広がっている。
車両前面のデザインは、前面ガラスの取り付けをボンディング工法と呼ばれる接着によるものにすることや前照灯を内はめ式に変更することでフラットですっきりとしたイメージを出したほか、左右に大きな後退角を取り、裾部を斜めにカットすることで、従来車のイメージを残しつつスピード感を持たせたものになった。
屋根上には集約分散式冷房装置 (CU703) を各車に2基搭載、9401形の大阪方に下枠交差式のパンタグラフを1基搭載し、同形式の神戸方にはパンタグラフ設置準備工事がなされている。
また、連結器は9000系や5500系と同様に、両先頭車の前面はバンドン式密着連結器、9401形奇数車の神戸方と偶数車の大阪方は廻り子式密着連結器、その他の部分は半永久連結器を採用、9500形偶数車には非常時に山陽電鉄の車両と連結するためのアダプタが搭載された。9300系の登場以降は阪神なんば線を介した近鉄奈良線との相互乗り入れ計画が具体化したことから、本系列はバンドン式密着連結器を装着した最後の新造車両となった。
この他、車両間には5500系2次車以降本格的に採用された転落防止幌を設置している。

### 車内
3011形以来となるセミクロスシートを中間車4両の扉間座席に採用し、出入口側には固定クロスシートを、中間部には転換クロスシートを設置した。梅田、三宮の両ターミナル駅の改札口が両先頭車に最も近い位置にあることから、両先頭車2両は混雑を考慮してオールロングシートとなった。初期の8000系のリニューアル車も、同様の理由で先頭車はロングシートで存置された。
座席の表地には複雑な柄を表現できるジャガード織のモケットを採用、一般席は金茶色、優先席はグレー基調となった。また、クロスシートの採用に伴い、座席幅と通路幅を確保するため、9000系に比べると側壁の厚さが15mm薄くなっている。車内案内表示器は、5500系・9000系で採用したLED式路線図を山陽電鉄線内にも拡大、直通特急停車駅のみ追加して点滅するように改良し、山側2か所・浜側1か所 の客用扉上部に配置したほか、5500系・9000系と同様に扉開閉予告ブザーを設置した。
運転台は5500系・9000系と同じデスクタイプであるが、ブレーキハンドルには初めて横軸式が採用された。乗務員室と客室との仕切り窓の遮光幕は全自動昇降式となり、以降の新造・リニューアル車にも継承された。

### 走行機器
台車は9000系と同一の1本リンク式ボルスタレス台車であるが、空気ばねの形状や左右動ダンパ取り付け位置が異なることから、新形式のSS-144B（電動車用）・SS-044B（制御車用）となった。
主電動機は9000系と同一の東洋電機製造製TDK-6146-A 130kWを搭載するが、制御装置は阪神では初めてIGBT素子によるVVVFインバータ制御装置である東芝製SVF047-A0(3300V/1200A)を採用し、9401形に搭載している。また、補助電源装置の静止形インバータ (SIV) は140kVAのINV094-LOを、空気圧縮機 (CP) はC-2000-MLを9301形に搭載している。

## 塗色をめぐる話題
阪神電鉄はプロ野球・阪神タイガースの親会社であるが、本形式の車体塗装は阪神のライバル球団である読売ジャイアンツ（巨人）のチームカラーに類似していたため、「タイガースの親会社の電車が読売巨人軍をイメージさせるカラーリングというのはいかがなものか」と物議を醸し、株主総会でも度々問題となっているほか、川島令三の著書でも取り上げられた。このように話題を呼んだカラーリングであったが、その後の8000系リニューアル車でも採用された。その後も2017年と2018年の2年連続で阪急阪神ホールディングス株主総会にてこの塗色についての質問が株主から呈されており、会社側は「（過去にも同じような意見はあったとした上で）次期リニューアルの時には検討したい」と回答している。
その後新造された1000系および、近鉄乗り入れ対応改造された9000系では、ブラック処理された前面に、やや黄色に近いオレンジの「ヴィヴァーチェオレンジ」というカラーリングとなり、阪神タイガースの球団旗に近い色合いとなった。また、2027年に導入する3000系電車が「Re Vermilion」と題した赤系の塗色で登場すること、そして本系列など既存の車両も同色を使ったデザインに統一することが2025年3月に発表された。

## 変遷と現状

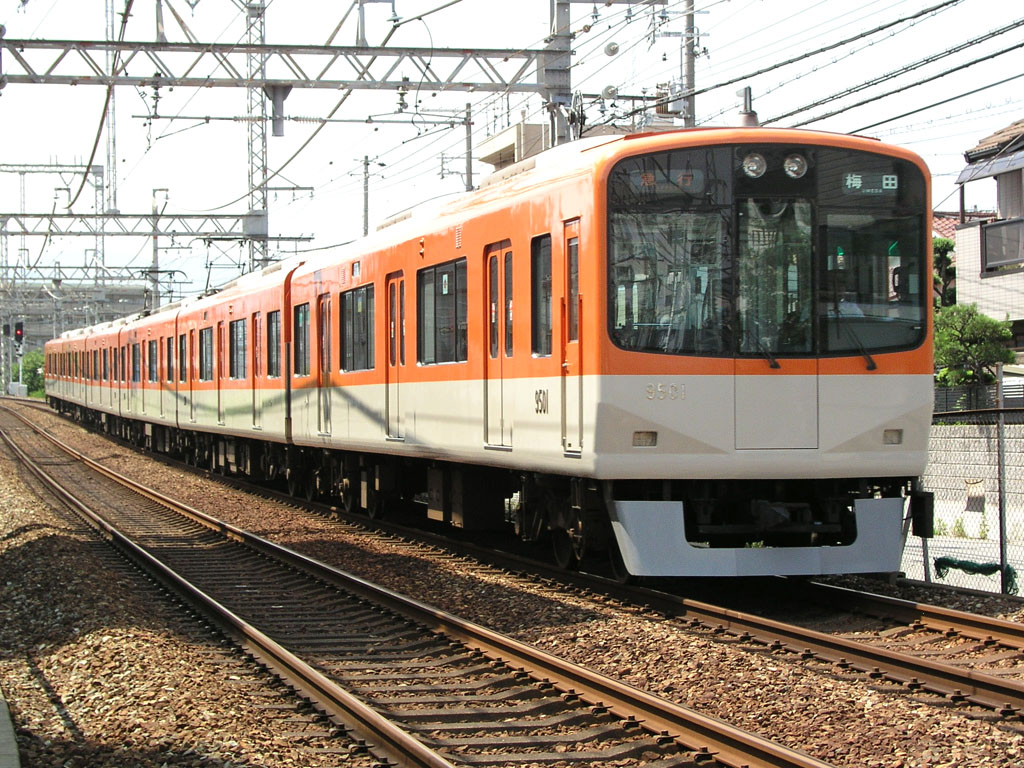
連結器交換前の9300系

9501Fは2001年3月6日に竣工し、同年3月10日のダイヤ改正では正面・側面に記念ステッカーを貼り付け、梅田駅10時00分発の姫路行直通特急から営業運転を開始した。これに伴い3000系3105F + 3106Fを廃車にするとともに、直通特急から準急まで、阪神本線・山陽電気鉄道本線で急行系運用に幅広く充当された。翌2002年2月には9503Fが竣工、これに伴い3107F + 3108Fが代替廃車された。続いて同年9月24日には9505Fが竣工した。この時、車両需給の関係で3111F + 3112Fが予備車として翌年3月まで残ったが、2003年3月16日付けで廃車され、3000系は消滅した。
3000系の置き換え完了および車両需給の関係から、9300系の製造は3本で終了した。
本系列はクロスシート車であるため、近鉄奈良線への乗り入れ運用への対応工事は実施されていないが、近鉄との乗り入れに合わせて他形式車両と同様に従来のバンドン式密着連結器から廻り子式密着連結器への換装を開始した。これは既に阪神しかバンドン式を使用しておらず、1974年以降は製造自体が中止され、廃車発生品の使い回しを何度も繰り返していたが、ついには部品不足となっていたことにもよる。2007年7月下旬には3編成全ての連結器の交換が終了した。連結器の取り付け高さを若干高くしたことから正面下部に切り欠きができている。
デビュー当初は中間車のクロスシート部にはつり革がなかった（扉上部のみ設置）が、2013年時点ではクロスシート部にもつり革が追設されている。
2013年には9401の集電装置が下枠交差式からシングルアーム式に交換され、8月3日に営業運転を開始した。その後2014年に9402が、2015年に9505Fおよび9503Fがシングルアーム式に交換され、9300系は全編成がシングルアームパンタグラフになった。
2013年秋ごろから、車内案内表示器からランプ点灯式の路線図を撤去する改造が行われ、現在全編成撤去が終了している。
2014年から2022年までは、姫路寄り先頭車1号車（9501形偶数番号車）山側に「上り大塩駅ではこの扉は開きません」のステッカーが貼られていた。

## 編成
2017年4月1日現在、6両編成3本18両が在籍している。
編成は8000・9000系と同じ制御車 (Tc) - 電動車 (M') - 電動車 (M) の3両ユニットを背中合わせに2組連結した6両固定編成で、車両番号の奇数が大阪方、偶数が神戸方に組成される構成も同じである。
| ← 梅田三宮・山陽姫路 → | ← 梅田三宮・山陽姫路 → | ← 梅田三宮・山陽姫路 → | ← 梅田三宮・山陽姫路 → | ← 梅田三宮・山陽姫路 → | ← 梅田三宮・山陽姫路 → | 竣工          |
| クハ Tc1               | モハ M'                | モハ M                 | モハ M                 | モハ M'                | クハ Tc2               |               |
| 9501                   | 9301                   | 9401                   | 9402                   | 9302                   | 9502                   | 2001年3月6日  |
| 9503                   | 9303                   | 9403                   | 9404                   | 9304                   | 9504                   | 2002年3月13日 |
| 9505                   | 9305                   | 9405                   | 9406                   | 9306                   | 9506                   | 2002年9月24日 |

9300系
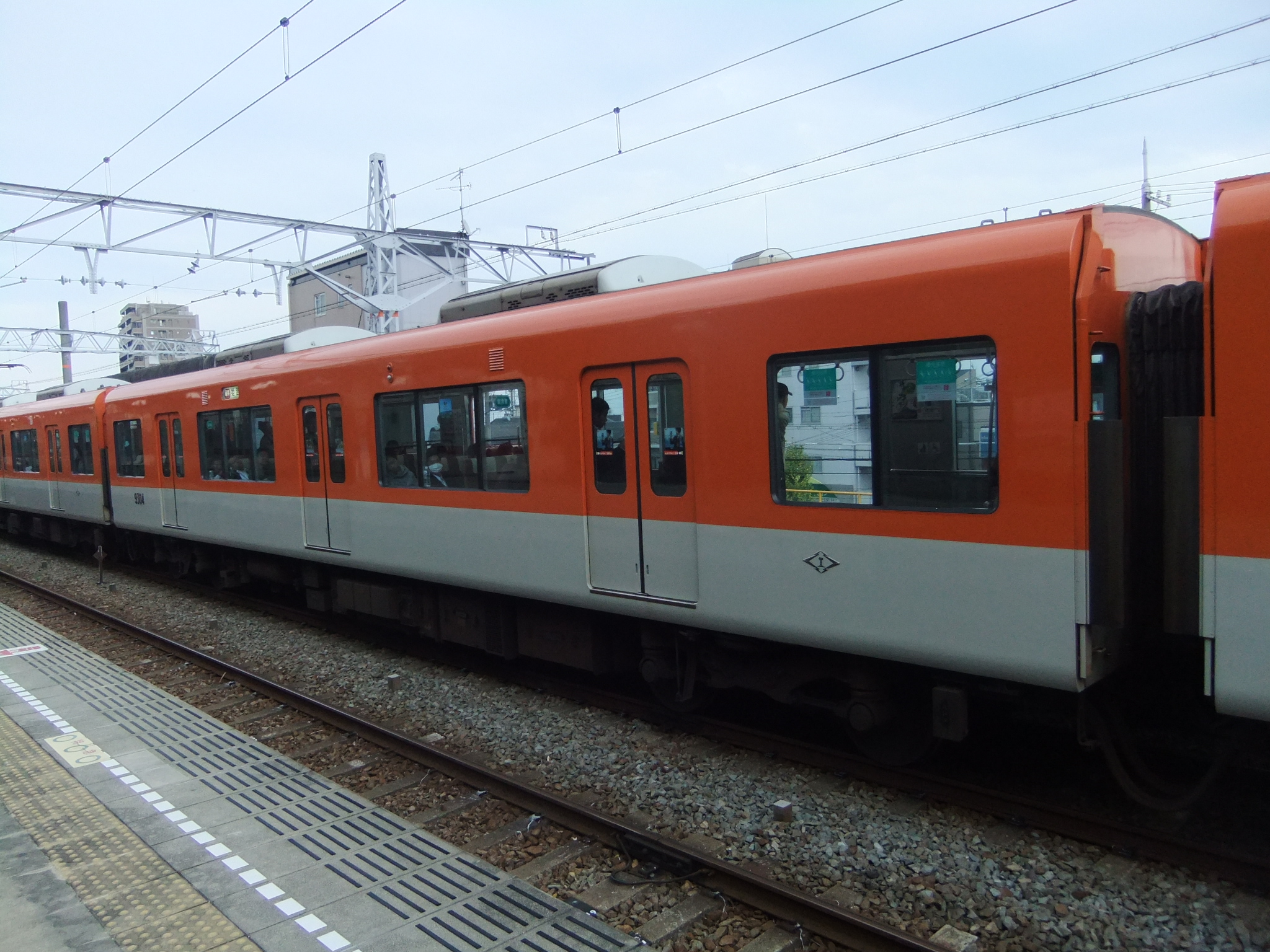
9304
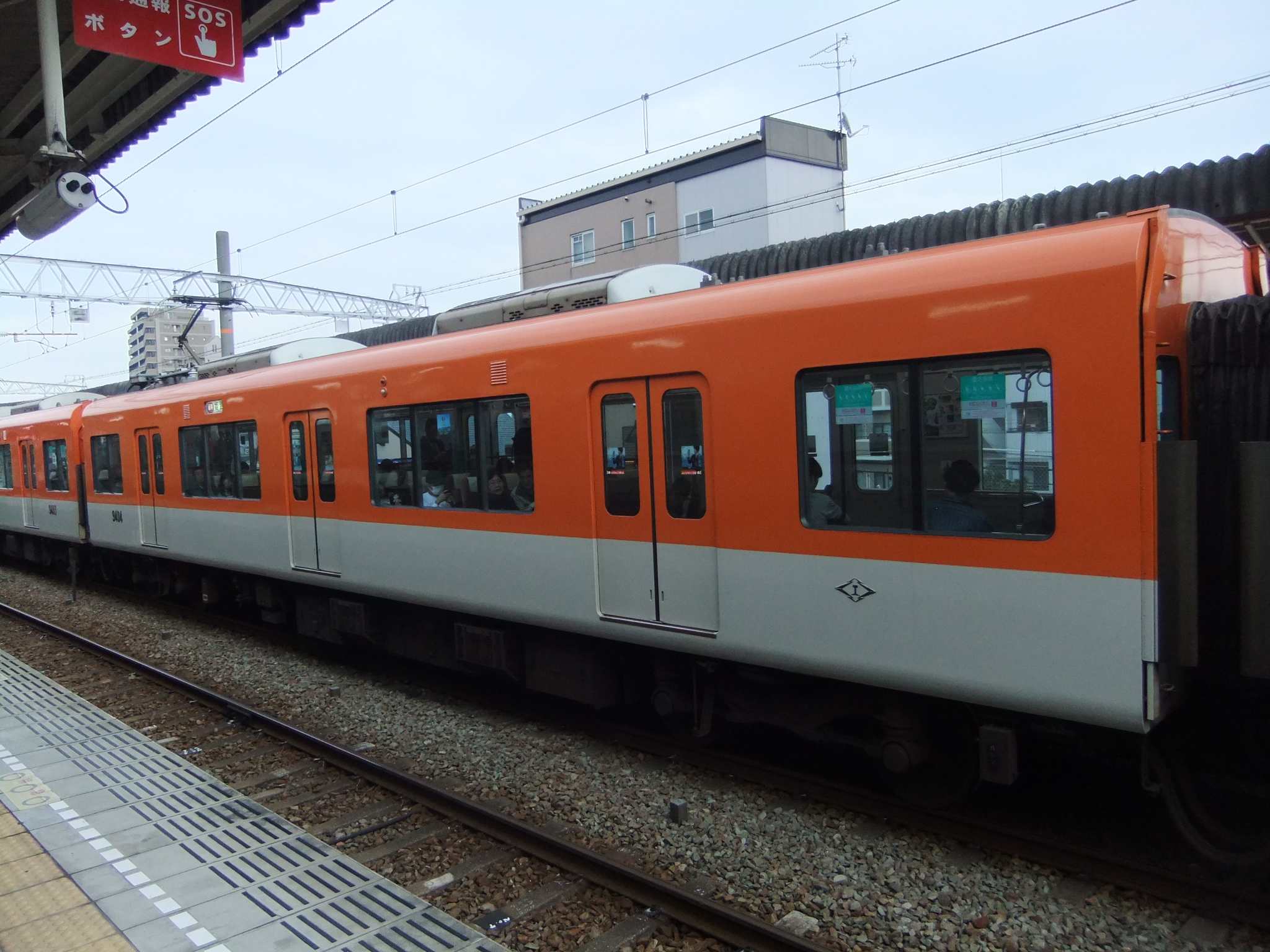
9404
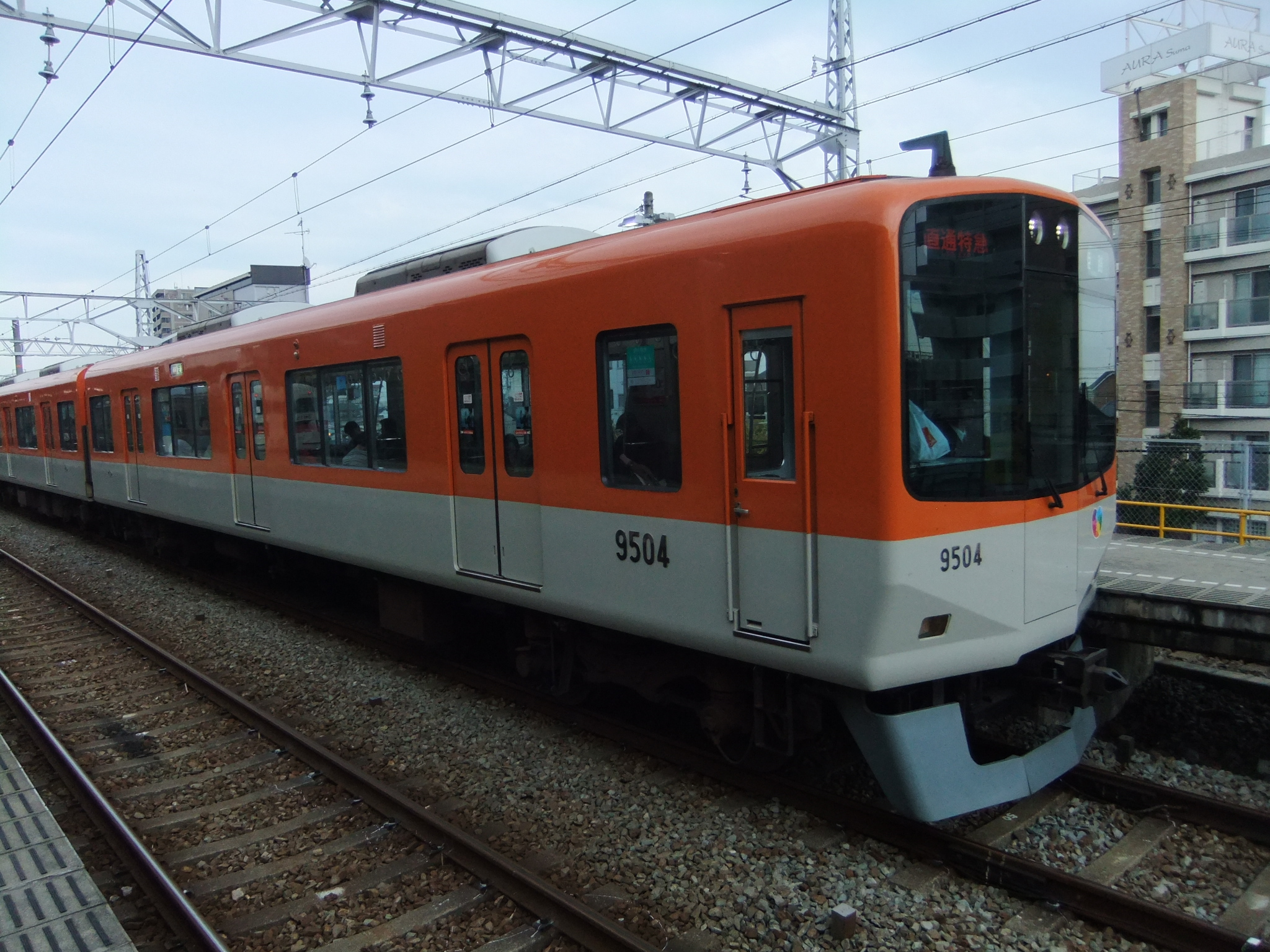
9504

## 臨時有料座席定員制列車「らくやんライナー」での運用
本系列は、阪神では初となる、試験導入の有料座席定員制列車「らくやんライナー」（2022年12月23日・2023年1月6日・13日・20日夜の4日間、大阪梅田駅～青木駅間で1日2本）に使用された。種別幕は「貸切」を表示し、方向幕は「青木」の幕が入っていないため、無表示だった。ただし、2017年3月まで販売されていた磁気カード乗車券「らくやんカード」のデザインをモチーフにした副票が取り付けられた。
大阪梅田駅と野田駅は乗車専用駅とし、大阪梅田駅では1～5号車（1号車のみロングシート）、野田駅でロングシートの6号車に、各号車30名の発売枠を設け、1列車計180名の定員とした。利用客は、乗車前に現金200円を係員に支払い、乗車整理券を受け取る仕組みが取られた。なお、試験導入のため、利用者には車内でアンケート用紙が配布された。野田駅以降の途中停車駅（降車専用駅）は、尼崎駅、武庫川駅、甲子園駅、西宮駅、香櫨園駅、打出駅、芦屋駅で、香櫨園駅と打出駅の神戸方面ホームには、初めて6両編成の急行系車両が停車することになった。
車内放送では機器を用いて、1月6日・20日運転分には1990年～2009年まで各駅で使用されていた西浦達雄作曲の駅列車通過メロディ、13日運転分には1990年～2009年まで各駅で使用されていた西浦達雄作曲の駅列車接近メロディがそれぞれ使用された。